# Flugplatz Jämijärvi

i7
i11
i13
Der Flugplatz Jämijärvi (ICAO-Code: EFJM) ist ein 1935 errichteter Flugplatz in Jämijärvi, Finnland.

## Zwischenfälle
- Am 20. April 2014 stürzte in der Nähe des Flugplatzes eine Aerocomp Comp Air 8 ab. Bei dem Unfall starben acht der elf Insassen des Flugzeuges.[2][3]